# シールスキン
シールスキン（英語: sealskin）は、アシカやアザラシ、オットセイの皮である。Sealは英語でアシカ科とアザラシ科の海生肉食哺乳類の総称である。

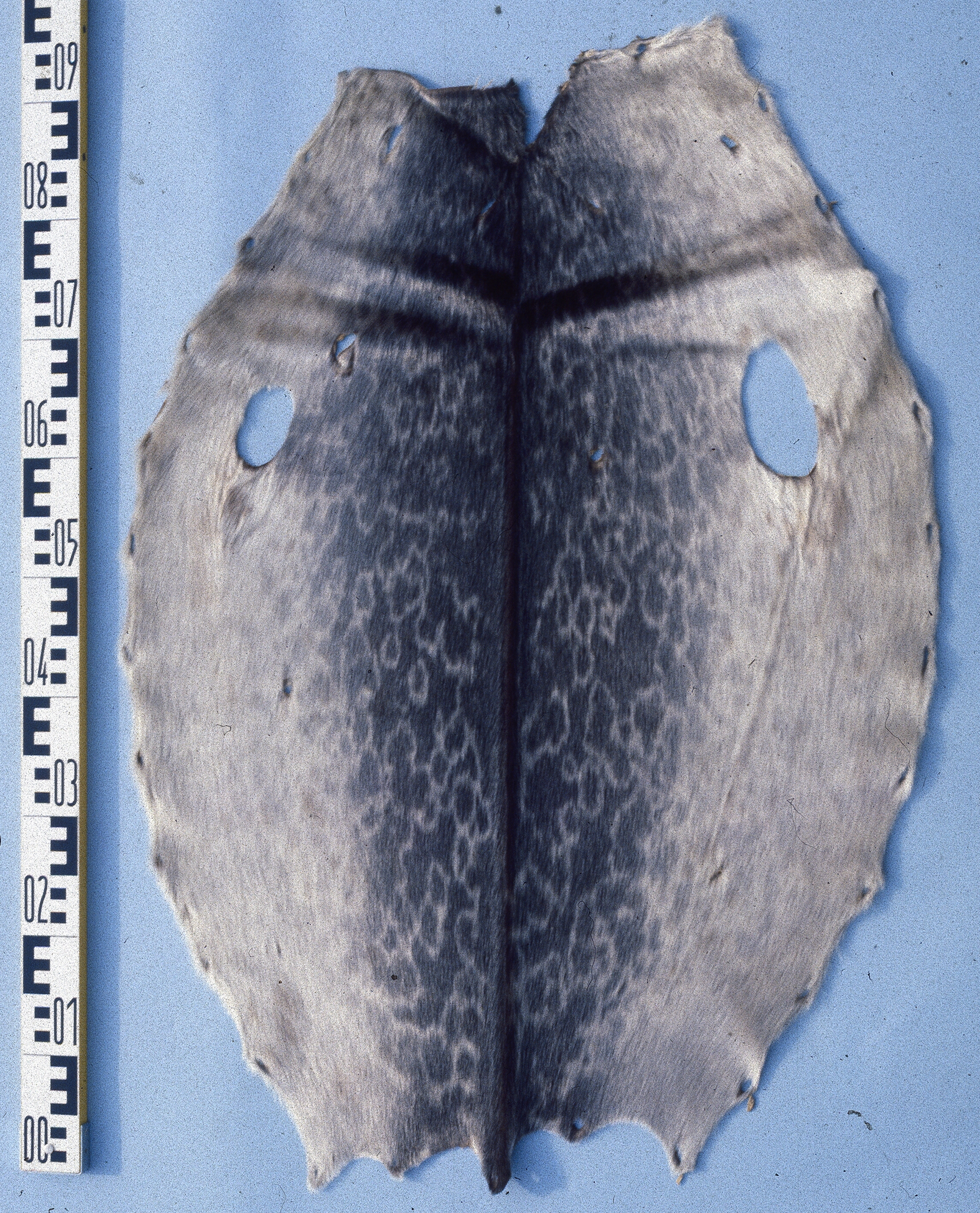
ワモンアザラシの皮

シールスキンは耐水性のジャケットやブーツを作るために数千年にわたって先住民によって使われてきた。シールの毛皮からは毛皮コートや皮紐が作られる。極東地域のニヴフやアイヌもアザラシ皮を衣服に使用した。アイヌはアザラシが多く住む島（多楽島）をトララ・ウク（皮紐を取る島）と呼んでいた。
船乗りはシールスキン製のたばこ入れもかつては持っていた。カナダ、グリーンランド、ノルウェー、ナミビアはシールスキンの輸出国である。伝統的にスコットランドのスポーランを作るために使われた。
北米の先住民族のグループであるイヌイットは、シール産品とシール狩りの両方を禁止することは彼らの生き方とイヌイットの文化にとって有害であると主張している。しかしながら、イヌイット以外の多くがシール革、毛皮、生皮の使用に反対し、多くの国々においてシール、特に若いシールを狩ることは違法である。2006年の世界的なシールスキン輸出額は1600万カナダドルを超えた。
日本では、2003年に改正鳥獣保護法が施行されるまでアザラシに関する捕獲規制がなかった。明治以降、北海道でアザラシ漁が盛んに行われ、皮は細長く裁断してかんじきの締めひもや馬の手綱に使用された。
商業的に利用されるのはタテゴトアザラシ（ハープシール）、ワモンアザラシ（リングシール）、ミナミアフリカオットセイ（ケープシール）などである。